# Ибрахим аль-Фазари
Абу Исха́к Ибрахи́м ибн Хаби́б аль-Фаза́ри (араб. أبو إسحاق إبراهيم بن حبيب الفزاري‎; ум. ок. 777) — первый арабский математик и астроном. Занимался изготовлением астролябий.

## Биография
Его полное имя: Абу Исхак Ибрахим ибн Хабиб ибн Сулайман ибн Самура ибн Джундаб аль-Фазари. По упоминаниям у позднейших учёных известны следующие его сочинения:
- «Книга о проектировании сферы на плоскость»,
- «Книга о действиях с плоской астролябией»,
- «Книга о действиях с астролябиями с кольцами»,
- «Книга об измерительном шесте для полудня»,
- «Зидж по летосчислению арабов»,
- «Поэма об астрономии».

Ибрахим аль-Фазари вместе с другим крупным учёным того времени, Якубом ибн Тариком, и со своим сыном Мухаммадом аль-Фазари перевёл с санскрита на арабский язык трактат «Брахма-спхута-сиддханту» Брахмагупты. Этот перевод получил название «Большой Синдхинд».